# Zezé Di Camargo & Luciano (álbum de 2005)
Zezé Di Camargo & Luciano é o décimo sexto álbum de estúdio da dupla brasileira de música sertaneja Zezé Di Camargo & Luciano, lançado no dia 28 de março de 2005 pela Sony BMG. Foi um dos CDs mais vendidos do ano de 2005, segundo a ABPD, ficando em quarto lugar no ranking.

## Faixas
| N.º | Título | Compositor(es)                                 | Duração |  |
| 1.  | "A Minha História" | Zezé Di Camargo                                | 2:15    |  |
| 2.  | "Fui Eu" | Michael Sullivan / Paulo Massadas              | 4:26    |  |
| 3.  | "Fera Mansa" | Tivas / Nino                                   | 3:43    |  |
| 4.  | "Átomos" | César Augusto / Cláudio Noam / Neto Abdalla    | 4:14    |  |
| 5.  | "Foi" | Bruno / Felipe                                 | 3:42    |  |
| 6.  | "Apaixonado Por Você" | Racyne / Rafael Dias                           | 3:34    |  |
| 7.  | "Meu Destino Te Escolheu" | César Augusto / Piska                          | 3:27    |  |
| 8.  | "Meu Coração" | Chrystian                                      | 3:44    |  |
| 9.  | "Fica de Uma Vez" | Zezé Di Camargo / Bruno                        | 3:36    |  |
| 10. | "Mil Anos de Amor" | César Augusto / Paulo Henrique                 | 3:52    |  |
| 11. | "Vai Dar Tudo Certo" | Waldeci Aguiar                                 | 4:03    |  |
| 12. | "Sou Parada Dura" | Ivan Medeiros / Zé Henrique                    | 2:58    |  |
| 13. | "Coração de Mulher" | César Augusto / Piska                          | 3:52    |  |
| 14. | "Paguei Pra Ver" | Vinícius / Pedro Paulo / Léo                   | 3:24    |  |
| 15. | "Agora Aguenta Nóis" (part. Leonardo, Chitãozinho & Xororó, Sérgio Reis, Cleiton & Camargo, Daniel, Bruno & Marrone e Chrystian & Ralf) | Zezé Di Camargo / Nil Bernardes / Antônio Luiz | 4:10    |  |

- A faixa "Fera Mansa" foi tema da novela América, da TV Globo.

## Certificações
| Brasil (Pro-Música Brasil)                | 3× Platina | 2005 | 375.000* |
| *número de vendas baseado na certificação |            |      |          |